# The Hardest Part (bài hát)
"The Hardest Part" là một bài hát của ban nhạc rock người Anh Coldplay. Bài hát do cả bốn thành viên của nhóm sáng tác cho album phòng thu thứ ba X&Y. Tác phẩm là một bản ballad bắt đầu bằng giai điệu của piano, sau đó là các đoạn nhạc bằng guitar điện và tiếng trống có tiết tấu chậm rãi.
Ngày 3 tháng 4 năm 2006, "The Hardest Part" được chọn làm đĩa đơn thứ tư và cuối cùng để phát hành từ album X&Y. Tại Vương quốc Anh, ca khúc chỉ được phát hành dưới dạng đĩa đơn phát sóng trên các đài phát thanh. "The Hardest Part" lọt vào bảng xếp hạng Billboard Hot Adult Contemporary Tracks của Hoa Kỳ và đạt vị trí thứ 37, trở thành lần đầu tiên Coldplay xuất hiện trên bảng xếp hạng này, đồng thời mở đường cho những thành công khiêm tốn của nhóm tại các đài phát thanh Adult Contemporary sau này với các ca khúc như "Viva la Vida", "Paradise" và "Every Teardrop Is a Waterfall". "The Hardest Part" cũng lọt vào bảng xếp hạng tại New Zealand, Úc và Ý.
"The Hardest Part" nhận được nhiều đánh giá tích cực từ giới phê bình, đặc biệt được khen ngợi về phong cách âm nhạc. Các phiên bản đĩa đơn khu vực được phát hành tại Canada, châu Âu và Úc; riêng tại Đài Loan phát hành một phiên bản khác. Đĩa đơn quảng bá cũng được phát hành tại Anh và Mỹ. Phiên bản quốc tế của đĩa đơn chính thức có mặt tại Anh vào ngày 19 tháng 6 năm 2006.

## Sản xuất và sáng tác
"Talk" (đĩa đơn trước từ album X&Y) là lời tri ân đến ban nhạc Đức Kraftwerk, nên Coldplay đã sáng tác "The Hardest Part" để bày tỏ sự ngưỡng mộ với ban nhạc người Mỹ R.E.M. theo cách tương tự. Khi được hỏi lý do bài hát tôn vinh Michael Stipe - ca sĩ chính của R.E.M., Chris Martin chia sẻ: "Tôi đã mất sự tôn trọng dành cho danh vọng, nhưng chưa mất sự tôn trọng dành cho những con người đáng kính. Vì thế, điều tuyệt nhất khi trở nên nổi tiếng là tôi có cơ hội gặp gỡ những người mình ngưỡng mộ. Mối quan hệ của chúng tôi giống như chú chó và chủ nhân. Tôi sẽ luôn ngước nhìn anh ấy." Ban nhạc nhận thấy ca khúc này gợi nhớ đến "Losing My Religion" - đĩa đơn phát hành năm 1991 của R.E.M. Ban đầu, "The Hardest Part" bị loại khỏi danh sách ca khúc trong album khi Coldplay gửi bản phác thảo X&Y tới hãng đĩa Parlophone, nhưng cuối cùng vẫn được đưa vào bản chính thức.

## Phát hành và đón nhận
Coldplay phát hành "The Hardest Part" tại Anh-Mỹ vào ngày 3 tháng 4 năm 2006 và tại Nhật Bản vào ngày 24 tháng 5 khi ca khúc này được chọn làm đĩa đơn thứ tư từ X&Y. Đĩa đơn đi kèm mặt B là bản thu trực tiếp bài "How You See the World" tại Earls Court. Phiên bản quốc tế của đĩa đơn được phát hành tại Anh vào ngày 19 tháng 6 năm 2006. Các phiên bản khu vực cũng được phát hành tại Canada, châu Âu, Úc và một phiên bản riêng tại Đài Loan. Đĩa đơn quảng bá cũng có mặt tại Anh và Mỹ. Bài hát đạt vị trí thứ 37 trên bảng xếp hạng Hot Adult Contemporary Tracks của Billboard. Dù không lọt vào UK Singles Chart do chỉ phát hành dưới dạng phát thanh, đĩa đơn vẫn leo lên vị trí thứ 19 tại Ý vào ngày 11 tháng 5 năm 2006 và giữ vững trong một tuần, sau đó đạt vị trí thứ 28 tại New Zealand vào ngày 28 tháng 8 năm 2006. Một phiên bản thu trực tiếp trên piano của "The Hardest Part" kết hợp với ca khúc "Postcards from Far Away" từ EP Prospekt's March đã xuất hiện trong album trực tiếp LeftRightLeftRightLeft (2009) của Coldplay.
Giới phê bình đã dành những đánh giá tích cực về bài hát. Trong bài đánh giá X&Y trên Entertainment Weekly, cây viết David Browne nhận xét: "Ca khúc chứa đựng nỗi nuối tiếc và buông bỏ quen thuộc của Coldplay, nhưng được tô điểm thêm sức mạnh âm nhạc." Michael Hubbard của MusicOMH viết lời bình: "'A Message' và 'The Hardest Part' nghe như hai mảnh ghép và đều là những bản hit lớn." Trong khi đó, nhà phê bình Kelefa Sanneh của Rolling Stone cho rằng bài hát "càng nghe càng ít bắt tai". Adrien Begrand từ PopMatters mô tả đây là "một tác phẩm pop mang phong cách R.E.M. dễ chịu." Cameron Adams (Herald Sun) nhận xét ca khúc "nghe như sự kết hợp giữa the Smiths và R.E.M.", còn David Cheal (The Daily Telegraph) khen ngợi: "...'The Hardest Part' là một bản pop-rock trong sáng, dễ tiếp cận và đầy cuốn hút."

## Video âm nhạc
Video ca nhạc cho "The Hardest Part" được ghi hình vào ngày 3 tháng 3 năm 2006 tại St. Petersburg, Florida. Video sử dụng cảnh quay từ loạt chương trình truyền hình Attitudes - chương trình từng phát sóng trên kênh Lifetime từ năm 1985 đến 1992. Video được xử lý kỹ thuật số để tạo hiệu ứng Coldplay đang biểu diễn cùng các nghệ sĩ trên sân khấu. Nữ diễn viên người Mỹ Linda Dano (từng thủ vai Felicia Gallant trong loạt phim soap opera Another World) cũng xuất hiện trong video. Cặp đôi vũ công trên sân khấu là Barbara Moseley (84 tuổi) và Gene Spencer (25 tuổi), cảnh biểu diễn của họ thực chất được quay từ năm 1990. Video ca nhạc do Mary Wigmore làm đạo diễn.

## Thành viên thực hiện
- Chris Martin - hát chính, piano
- Guy Berryman - guitar bass
- Jonny Buckland - guitar
- Will Champion - trống, hát bè
- Brian Eno - keyboard, synthesizer

## Định dạng bài hát
| Đĩa đơn CD quảng bá | Đĩa đơn CD quảng bá | Đĩa đơn CD quảng bá |
| STT                 | Nhan đề             | Thời lượng          |
| ------------------- | ------------------- | ------------------- |
| 1.                  | "The Hardest Part"  | 4:25                |

| Đĩa đơn CD | Đĩa đơn CD                                                    | Đĩa đơn CD |
| STT        | Nhan đề                                                       | Thời lượng |
| ---------- | ------------------------------------------------------------- | ---------- |
| 1.         | "The Hardest Part"                                            | 4:25       |
| 2.         | "How You See the World" (trình diễn trực tiếp từ Earls Court) | 4:16       |

## Bảng xếp hạng
| Xếp hạng (2006)                       | Vị trí cao nhất |
| ------------------------------------- | --------------- |
| Ba Lan (ZPAV)                         | 8               |
| Bỉ (Ultratop 50 Flanders)             | 48              |
| Hà Lan (Single Top 100)               | 25              |
| Hoa Kỳ (Billboard Adult Contemporary) | 37              |
| New Zealand (Recorded Music NZ)       | 28              |
| Slovakia (IFPI)                       | 15              |
| Thụy Sĩ (Schweizer Hitparade)         | 44              |
| Úc (ARIA)                             | 40              |
| Ý (FIMI)                              | 19              |